# Ashley (Gloucestershire)
Ashley – wieś w Anglii, w hrabstwie Gloucestershire, w dystrykcie Cotswold. Leży 27 km na południe od miasta Gloucester i 138 km na zachód od Londynu.